# Бархатная сопка
Бархатная сопка — потухший вулкан в южной части полуострова Камчатка, Россия. Представляет собой комплекс вулканических пиков, расположенных вдоль берегов реки Паратунка к северо-западу от Вилючинского вулкана.

## Общие сведения
Абсолютная высота — 874 м. Компоненты комплекса Бархатная сопка образуют почти правильное кольцо и сложены из андезито-риолитовой лавы и вулканического шлака. Возраст комплекса оценивается периодом голоцена. Самый молодой вулкан в составе Бархатной сопки расположен на юго-западной стороне кольца. В комплекс вулкана входят 2 купола Бабий камень, Горячая сопка (682 м).
На склонах сопки широко распространены альпийские растения.
Названа так потому, что склоны её покрыты вулканическим туфом и шлаком, имеющим красный цвет, и издалека похожи на бархат.